# Mont Kubote
Le mont Kubote (求菩提山) est une montagne culminant à 782 m dans les monts Chikushi (ja), à la frontière de Kubote, ville de Buzen, et de Samta, ville de Chikujō dans le district de Chikujō, dans la préfecture de Fukuoka. Elle fait partie du parc quasi national de Yaba-Hita-Hikosan.
Le mont Kubote, symbole de la ville de Buzen située au pied de la montagne, était un lieu majeur du shugendō sur l'île de Kyūshū, avec le mont Hiko, le mont Sefuri et le mont Inugadake (ja).

## Géographie
Le mont Kubote est une montagne sacrée pour le shugendō depuis l'Antiquité, et le culte de la montagne y est pratiqué jusque vers 1870, au début de l'ère Meiji. Jusqu'au début du Moyen Âge, elle est sous l'influence de Hikosan, mais passe sous le contrôle du Shōgo-in à la fin du Moyen Âge et obtient le statut de zasu (ja). Elle reste influente jusqu'au début de la période moderne, comptant environ 180 moines. Plus tard, à la fin de l'époque d'Edo, le nombre de sanctuaires tombe à 54, et en raison de la séparation du shintoïsme et du bouddhisme pendant la période Meiji, le temple Kuboteyama Gokokuji (求菩提山護国寺), au sommet de la montagne, devient le sanctuaire Kunitama.
Autour du sommet se trouvent des ruines et des vestiges liés au shugendō, tels que la grotte de Fugen, la grotte de Tamon et les grottes rocheuses où le Karyōbinga (Kalaviṅka (en)) a été sculpté, qui sont connues sous le nom des « cinq grottes de Kubote » (求菩提五窟), et dont certaines sont désignées comme des trésors nationaux et des biens culturels importants. En raison de ce contexte historique, la région est intégrée au parc quasi national de Yaba-Hita-Hikosan en 1950 et, en 2001, elle est classée site historique, site pittoresque et monument naturel. En 2012, elle a également été sélectionnée comme « paysage culturel important du Japon (ja) » en tant que « paysage rural de Kubote ».
Les 850 marches de pierre menant au sanctuaire Kunitama au sommet de la montagne sont également connues sous le nom d'« étrier Oni » (鬼のあぶみ). La légende veut qu'un ogre qui ravageait la montagne ait construit ces marches en une nuit après avoir conclu un pacte avec Bodai gongen (菩提権現).

## Patrimoine
Le musée Kubote, situé sur la montagne, contient près de 5 000 objets en rapport avec les pratiques shugendō du mont Kubote ainsi que du kagura de Buzen,.
Le mont Kubote est situé à proximité d'autres lieux importants du shugendō, tels que le mont Hiko, le mont Sefuri et le mont Inugadake (ja) ainsi que du Yabakei qui fait partie des 100 paysages du Japon (ère Shōwa),.

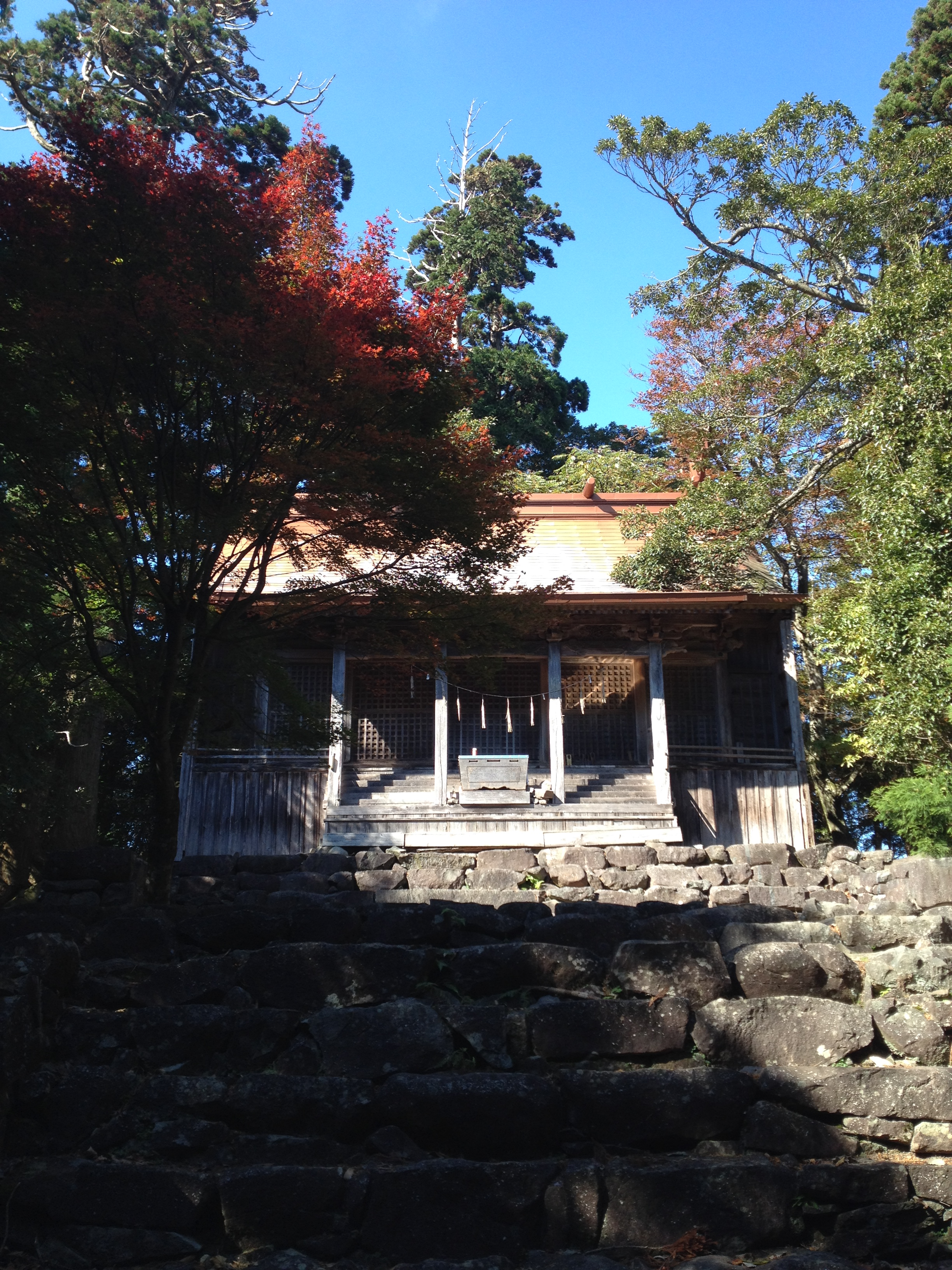
Le sanctuaire Kunitama sur le mont Kubote.
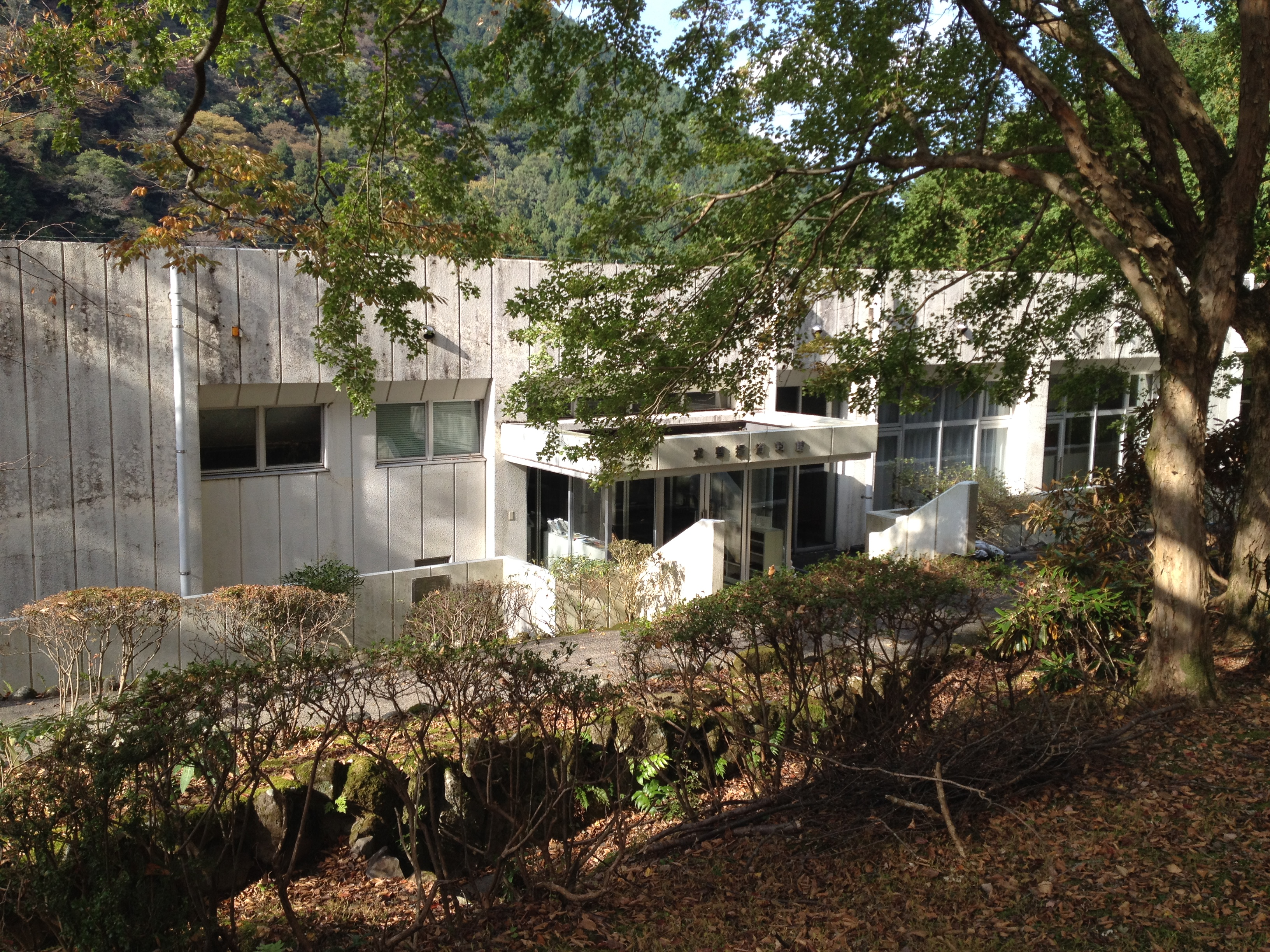
Le musée Kubote en 2015.
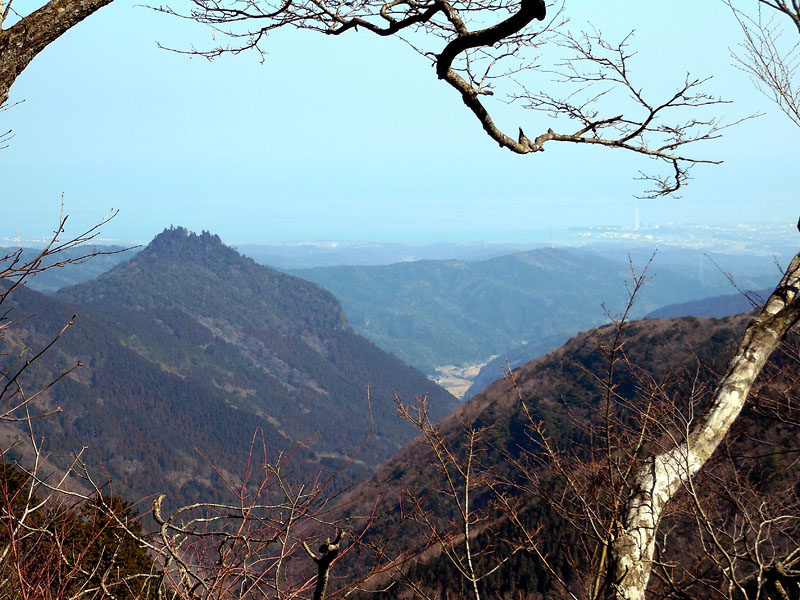
Le mont Kubote depuis le côté sud.